# Magistrala CFR 500

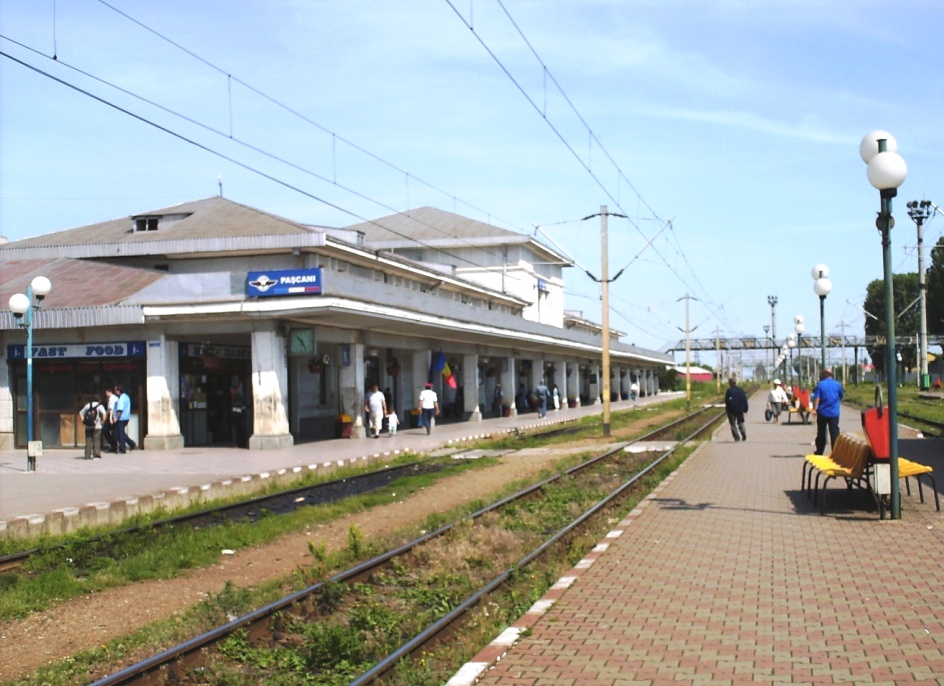
Gara din Pașcani

Magistrala 500 este o cale ferată principală a Căilor Ferate Române.
Aceasta străbate județele: Ilfov, Prahova, Buzău, Vrancea, Bacău, Neamț, Iasi, Suceava, Botoșani. Cele mai importante municipii întâlnite sunt: Suceava, Ploiești, Botoșani, Buzău, Râmnicu Sărat, Focșani, Bacău, Roman, Pașcani, Piatra Neamț și Adjud.

### Căi ferate principale
- 500 București Nord - Ploiești Sud - Buzău - Focșani - Mărășești - Adjud - Bacău - Pașcani - Verești - Suceava - Vicșani (488 km)
- 501 Adjud - Comănești - Ghimeș - Siculeni (Ciceu)
- 502 Suceava - Câmpulung Moldovenesc - Vatra Dornei - Ilva Mică

### Căi ferate adiacente sau secundare
- 508 Moinești - Comănești (7,7 km)

| Secția | Traseu                                | Lungime (km) | Operator               |
| ------ | ------------------------------------- | ------------ | ---------------------- |
| 501    | Adjud - Comănești - Ghimeș - Siculeni | 150          | CFR                    |
| 502    | Suceava - Vama - Floreni - Ilva Mică  | 191          | CFR                    |
| 504    | Buzău - Nehoiașu                      | 73           | Transferoviar Călători |
| 505    | Focșani - Odobești                    | 11           | Închisă                |
| 507    | Mărășești - Panciu                    | 18           | Doar transport marfă   |
| 508    | Comănești - Moinești                  | 8            | Doar transport marfă   |
| 509    | Bacău - Piatra Neamț - Bicaz          | 86           | CFR                    |
| 510    | Dolhasca - Fălticeni                  | 26           | Doar transport marfă   |
| 511    | Verești - Botoșani                    | 44           | CFR                    |
| 512    | Leorda - Dorohoi                      | 22           | Trafic inexistent      |
| 513    | Suceava - Cacica - Gura Humorului     | 45           | CFR                    |
| 514    | Vama - Moldovița                      | 20           | Închisă                |
| 515    | Dornești - Gura Putnei - Putna        | 59           | CFR                    |
| 516    | Floreni - Dornișoara                  | 22           | Închisă                |
| 517    | Pașcani - Târgu Neamț                 | 31           | CFR                    |
| 518    | Dornești - Siret                      | 16           | Închisă                |

## Forme de relief întâlnite
- Câmpia Română
- Subcarpații de Curbură
- Câmpia Siretului Inferior
- Colinele Pietricica
- Podișul Moldovei
- Subcarpații Moldovei
- Podișul Sucevei

## Legendă
Notă - Prescurtări folosite în graficul liniei :
- h.    = Haltă deschisă traficului de călători, fără vânzător de bilete
- Hm.   = Haltă de mișcare
- hc.   = Haltă deschisă traficului de călători, cu vânzător de bilete
- hcv.  = Haltă deschisă traficului de călători și marfă